# ميلان ميلوتينوفيتش (لاعب كرة قدم)
ميلان ميلوتينوفيتش هو لاعب كرة قدم صربي في مركز الوسط، ولد في 20 أبريل 1983 في شاباتس في صربيا. لعب مع نادي فويفودينا ونادي لوكوموتيف بلوفديف وهايدوك كولا.

## وصلات خارجية
- ميلان ميلوتينوفيتش (لاعب كرة قدم) على موقع قاعدة بيانات كرة القدم.إي يو (الإنجليزية)
- ميلان ميلوتينوفيتش (لاعب كرة قدم) على موقع Soccerway.com (الإنجليزية)